# Marisma de Aldomirovtsi

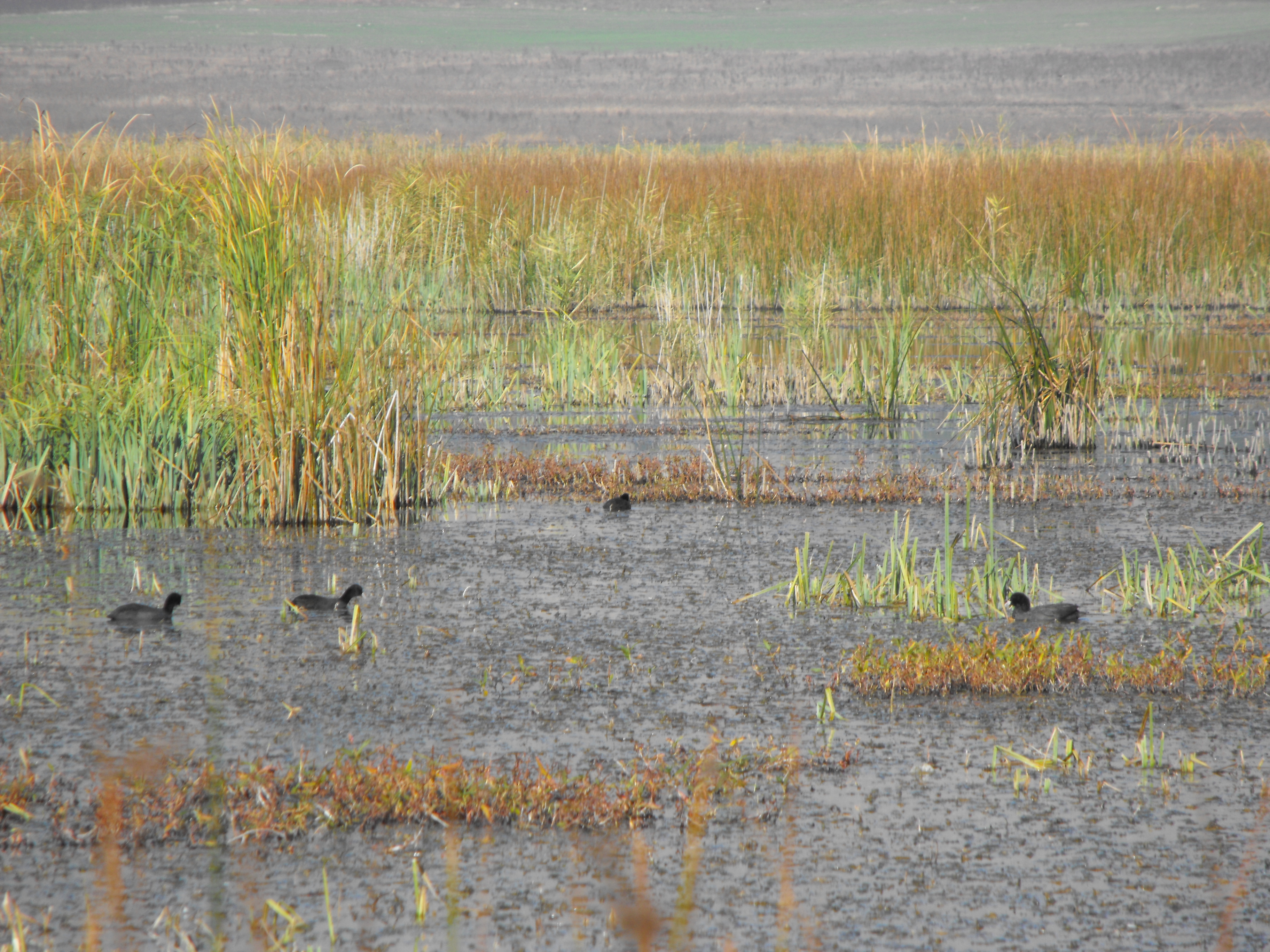
El pantano, octubre de 2008.

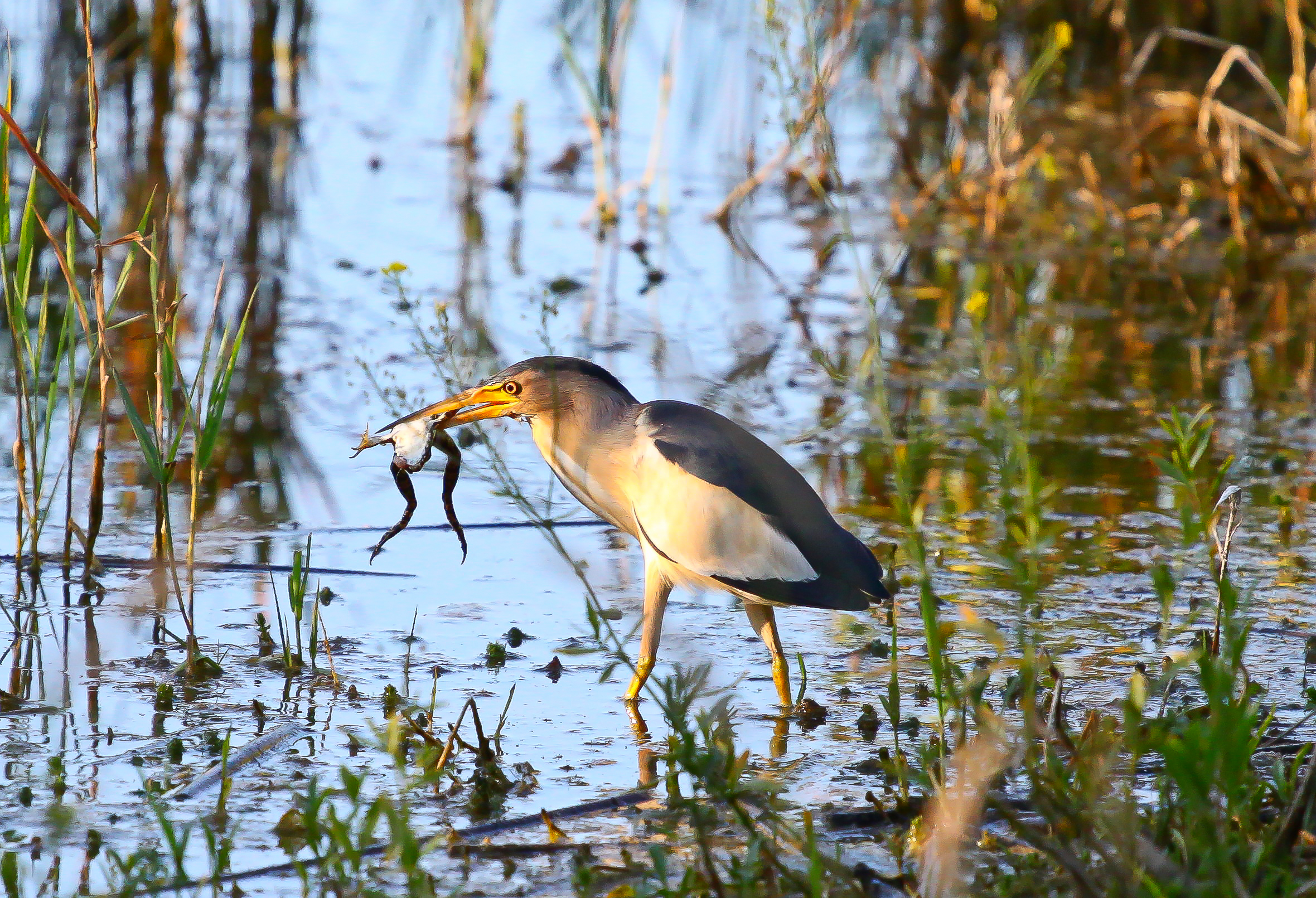
Ixobrychus minutus

La Marisma Aldomirovtsi (búlgaro - Алдомировско блато) es un Marisma en la región de la ciudad de Slivnitsa, Bulgaria. Ubicado no lejos de la frontera con Serbia (28 km) y 30 km de la capital, Sofía.  